# Miss Espírito Santo 2012
Miss Espírito Santo 2012 foi a 55ª edição do tradicional concurso de beleza feminino de Miss Espírito Santo, realizado anualmente. Esta edição enviou a melhor capixaba em busca do título de Miss Brasil 2012, único caminho para o Miss Universo. O evento contou com a presença de doze (12) candidatas selecionadas de diversas partes do Estado. O certame é coordenado pelo empresário Pietro Di Marcos. Marcela Granato, a vencedora do concurso estadual do ano passado coroou sua sucessora ao título no final da competição, que este ano se realizou no Shopping Mestre Álvaro, na Serra.

## Resultados

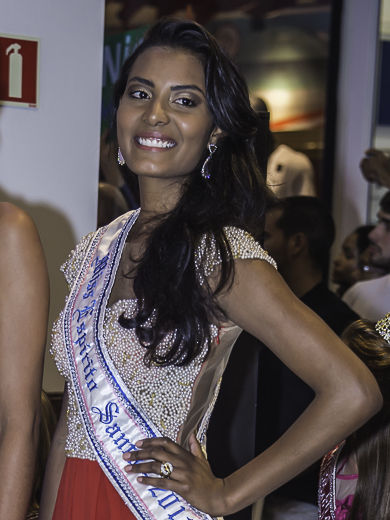
Vencedora: Fernanda Pessan

### Colocações
| Posição   | Município e Candidata                    |
| --------- | ---------------------------------------- |
| Vencedora | - Serra - Fernanda "Pessan" Pereira      |
| 2º. Lugar | - Vila Velha - Juliana "Morgado" Ribeiro |
| 3º. Lugar | - Vila Velha - Karina Brandão            |

### Prêmio Especial
A vencedora da enquete promovida pela Gazeta Online: 
| Prêmio      | Candidata                       |
| ----------- | ------------------------------- |
| Miss Online | - São Mateus - Amanda Cavassana |

## Jurados

### Final
Alguns dos jurados:
1. Regina Pagani, empresária;
2. Oswaldo Moscon, designer de jóias;
3. Vinícius Landi, gestor de projetos da Band;
4. Marcelo Rennó, gerente de marketing do Grupo Sá Cavalcante;
5. Wildson Pina, dono do salão "Kabelo's";

## Candidatas
As candidatas deste ano: 
- Alfredo Chaves - Leidmara Scheffer Favero

- Cariacica - Nabila Ferreira Furtado

- Iúna - Ana Cecília Salvador

- São Mateus - Amanda Cavassana Pedroni

- Serra - Fernanda "Pessan" Pereira

- Vargem Alta - Tatiele Depolo Schaider

- Vila Velha - Janiny Andrade de Almeida

- Vila Velha - Juliana Ribeiro Ferreira

- Vila Velha - Karina Brandão Thomes

- Vitória - Carina Rodrigues dos Santos

- Vitória - Stéphanie Rodrigues Machado

- Vitória - Taise Bragança Moscon